# Анна Петровна
А́нна Петро́вна (27 января [7 февраля] 1708 — 4 [15] мая 1728) — старшая дочь царя Петра I и Екатерины, будущей императрицы Екатерины I. Супруга Карла Фридриха Гольштейн-Готторпского, герцогиня Голштинская (1725—1728). 
Потомки императора Петра III, сына Анны Петровны, занимавшие русский императорский престол в 1796—1917 годах, использовали фамилию Романовых. В зарубежных источниках, например, в «Готском альманахе», их называют Гольштейн-Готторп-Романовы.

## Биография

### Юность
Анна была второй дочерью Петра и Екатерины. Так же, как её старшая сестра Екатерина (1707—1708), скончавшаяся в младенчестве, и младшая сестра Елизавета — будущая императрица Елизавета Петровна (1709—1761), Анна была внебрачным ребёнком. Законной дочерью царя она была признана только после заключения брака между Петром и Екатериной в 1712 году. Обе сестры были объявлены царевнами (то есть признаны дочерьми царя) 6 (17) марта 1711 года.
Девочка получила то же самое родовое имя «Анна», как и её законная кузина, дочь Ивана V Анна Иоанновна.
В 1711 году, по случаю официального провозглашения её царевной, Пётр передал в собственность Анны обширный участок земли в Санкт-Петербурге, границы которого простирались вдоль Фонтанки от нынешнего дома 28 и почти до Аничкова моста, а к востоку — до старой московской дороги. В 1710-х годах для Анны вблизи Екатерингофа была построена загородная усадьба Анненгоф.
После принятия Петром I титула императора (кесаря) его дочери Анна и Елизавета с 23 декабря 1721 (3 января 1722) года стали титуловаться «цесаревнами».

### Брак с Карлом Фридрихом
В 1720 году в Россию приехал будущий супруг Анны герцог Карл Фридрих Гольштейн-Готторпский, надеявшийся при помощи Петра I возвратить себе отошедший Дании Шлезвиг. Этим надеждам не суждено было оправдаться, но герцог получил надежду жениться на дочери императора. В мае 1724 года благодаря хлопотам голштинского министра графа Г. Ф. Бассевича Пётр дал согласие на брак Анны с Карлом Фридрихом. В конце ноября того же года был подписан брачный договор, согласно которому Анна Петровна сохраняла православное вероисповедание и могла воспитывать в православии рождённых в браке дочерей, тогда как сыновья должны были быть воспитаны в вере отца. Анна и её муж отказывались от возможности претендовать на российскую корону, но договор имел секретную статью, по которой Пётр оставлял за собой право провозгласить наследником сына от их брака.
Через два месяца после подписания брачного контракта император скончался. Существует легенда, что Пётр, очень любивший Анну, в последние дни своей жизни хотел передать престол именно ей, но не успел этого сделать. На престол взошла мать Анны — императрица Екатерина I. Уже в её царствование совершилось бракосочетание герцога с Анной Петровной — 21 мая (1 июня) 1725 года, в Троицкой церкви на Петербургской стороне.
В годы правления Екатерины влияние супругов на российские дела было велико. В феврале 1726 года был учреждён Верховный тайный совет — высшее совещательное учреждение в Российской империи. Месяц спустя Карл Фридрих стал одним из семи его членов.
В мае 1727 года под давлением А. Д. Меншикова было составлено завещание умиравшей Екатерины — «Тестамент», согласно которому, престол переходил внуку Петра Великого — сыну царевича Алексея Петровича 11-летнему Петру. До совершеннолетия последнего устанавливалось регентство 9 человек, в числе которых были семь членов Верховного тайного совета (включая Карла Фридриха) и две дочери Петра — цесаревны Анна и Елизавета. Согласно «Тестаменту», следующей наследницей престола (в случае смерти Петра без потомства) становилась Анна Петровна и её дети, а следующей за ней наследницей была названа Елизавета Петровна. Однако сразу после смерти Екатерины положение Карла Фридриха и Анны полностью изменилось. Герцог был выведен из состава Верховного тайного совета, деятельность Анны и Елизаветы в составе регентского совета фактически закончилась после первого же его заседания. Меншиков, ненадолго ставший полновластным правителем, добился того, что Карл-Фридрих и его супруга 25 июля (5 августа) 1727 года оставили Петербург и уехали в Гольштейн, куда прибыли 13 (24) августа 1727 года.
10 (21) февраля 1728 года в Киле Анна родила сына Карла Петера Ульриха (впоследствии ставшего российским императором Петром III).

### Смерть
Вскоре после рождения Петра герцогиня Анна скончалась. Причина её смерти достоверно неизвестна. «Санкт-Петербургские ведомости» сообщили, что Анна «горячкою преставилась». В работах многих историков XIX — начала XX века указывается, что причиной смерти послужила послеродовая горячка, а смерть наступила вскоре после родов — 4 (15) марта 1728 года. Изучение писем Анны и её окружения показывает, что это не так. Роковая болезнь настигла герцогиню только в апреле, а смерть наступила 4 (15) мая 1728 года. Воспитатель Петра III Якоб Штелин в своих «Записках об императоре Петре III» приводит версию, что герцогиня простудилась, желая получше разглядеть фейерверк и иллюминацию. Впрочем, к обязанностям воспитателя Петра Штелин приступил только в 1742 году, через 14 лет после описываемых событий.
Перед смертью Анна изъявила желание быть похороненной в Петербурге, в Петропавловском соборе, рядом с могилой отца, в связи с чем 26 сентября (7 октября) по 14 (25) октября 1728 года гроб с её телом был доставлен из Киля в Кронштадт на парусном линейном корабле «Рафаил» и пожелание было исполнено 12 (23) ноября 1728 года.
Потомки императора Петра III, сына Анны Петровны, занимавшие русский императорский престол в 1796—1917 годах, использовали фамилию Романовых, хотя юридически вопрос об именовании династии до 1911 года не был урегулирован. В зарубежных источниках, например, в «Готском альманахе», их называют Гольштейн-Готторп-Романовы.

## Оценки современников
Для своего времени Анна была вполне образованной девушкой, прекрасно говорила на четырёх иностранных языках: на французском, немецком, итальянском и шведском. Известно также, что Анна Петровна очень любила детей и, как и её сестра Елизавета, отличалась привязанностью к своему племяннику Петру (сыну Алексея Петровича), остававшемуся в тени в царствование Екатерины I.

## Память
В память Анны Петровны в 1735 году её супруг учредил Орден Святой Анны, ставший при императоре Павле в 1797 году государственной наградой Российской империи.

### В кино
- «Тайны дворцовых переворотов», сериал (2000—2011, Россия), режиссёр — Светлана Дружинина. В роли Анны Петровны — Ирина Лачина.
- «Елизавета», сериал (2021, Россия), режиссёр — Дмитрий Иосифов. В роли Анны Петровны — Алиса Лозовская.
- «Императрицы», фильм (2023, Россия), режиссёр — Андрей Кравчук. В роли Анны Петровны — Алиса Дорохова.